# Jasło (gemeente)
De gemeente Jasło is een landgemeente in het Poolse woiwodschap Subkarpaten, in powiat Jasielski.
De zetel van de gemeente is in Jasło.
Op 30 juni 2004 telde de gemeente 15 819 inwoners.

## Oppervlakte gegevens
In 2002 bedroeg de totale oppervlakte van gemeente Jasło 93,1 km², waarvan:
- agrarisch gebied: 73%
- bossen: 18%

De gemeente beslaat 11,21% van de totale oppervlakte van de powiat.

## Demografie
Stand op 30 juni 2004:
| Omschrijving                   | Totaal | Totaal | Vrouwen | Vrouwen | Mannen | Mannen |
| ------------------------------ | ------ | ------ | ------- | ------- | ------ | ------ |
| eenheid                        | aantal | %      | aantal  | %       | aantal | %      |
| inwoners                       | 15 819 | 100    | 8140    | 51,5    | 7679   | 48,5   |
| bevolkingsdichtheid (inw./km²) | 169,9  | 169,9  | 87,4    | 87,4    | 82,5   | 82,5   |

In 2002 bedroeg het gemiddelde inkomen per inwoner 1007,68 zł.

## Plaatsen
Brzyście, Osobnica, Trzcinica, Jareniówka, Opacie, Kowalowy, Gorajowice, Warzyce, Bierówka, Niepla, Chrząstówka, Szebnie, Zimna Woda, Wolica, Łaski-Sobniów, Żółków, Niegłowice.

## Aangrenzende gemeenten
Brzyska, Dębowiec, Frysztak, Jedlicze, Kołaczyce, Lipinki, Skołyszyn, Tarnowiec, Wojaszówka